# The Essex
The Essex war eine US-amerikanische Gesangsgruppe, die Anfang der 1960er-Jahre ein halbes Jahr lang, vom Juni bis zum Dezember 1963, international erfolgreich war.

## Geschichte
Die männlichen Mitglieder der Gruppe waren gemeinsam in der US-Armee und in Okinawa stationiert. Nach ihrer Rückkehr lernten sie die Sängerin Anita Humes kennen und beschlossen, diese in ihre Formation aufzunehmen. Sie übernahm die Leadstimme.
1963 bekam das Quintett einen Plattenvertrag bei Roulette Records und gleich die erste Single "Easier Said Than Done" wurde eine Bestseller, notierte am 8. Juni 1963 erstmals in den US-Singlecharts und erreichte am 6. Juli 1963 Platz 1 der US-Charts. Der Titel wurde von William Linton und Larry Huff komponiert, die Single von Henry Glover produziert.
Die Männer waren formell immer noch Marineangehörige, was dazu führte, dass sie für Auftritte und Tourneen spezielle Genehmigungen benötigten und dabei Uniformen tragen mussten.
Der Nachfolgehit A Walkin’ Miracle konnte sich in den US-Singlecharts innerhalb der Top 20 platzieren. Im November und Dezember 1963 erreichte She’s Got Everything noch einmal einen 56. Platz. Nach Beendigung der Armeezeit zerfiel die Band.

## Mitglieder
- Anita Humes
- Walter Vickers
- Rodney Taylor
- Billie Hill
- Rudolph Johnson

## Diskografie

### Alben
| Jahr | Titel                 | Höchstplatzierung, Gesamtwochen, AuszeichnungChartsChartplatzierungen (Jahr, Titel, Platzierungen, Wochen, Auszeichnungen, Anmerkungen) | Anmerkungen |
| Jahr | Titel                 | US | Anmerkungen |
| ---- | --------------------- | --- | ----------- |
| 1963 | Easier Said Than Done | US127 (2 Wo.)US |             |

Weitere Alben
- 1963: A Walkin’ Miracle
- 1964: Young & Lively – Featuring Anita Humes with The Essex

### Singles
| Jahr | Titel Album                            | Höchstplatzierung, Gesamtwochen, AuszeichnungChartplatzierungen (Jahr, Titel, Album, Platzierungen, Wochen, Auszeichnungen, Anmerkungen) | Höchstplatzierung, Gesamtwochen, AuszeichnungChartplatzierungen (Jahr, Titel, Album, Platzierungen, Wochen, Auszeichnungen, Anmerkungen) | Höchstplatzierung, Gesamtwochen, AuszeichnungChartplatzierungen (Jahr, Titel, Album, Platzierungen, Wochen, Auszeichnungen, Anmerkungen) | Anmerkungen       |
| Jahr | Titel Album                            | DE | UK | US | Anmerkungen       |
| ---- | -------------------------------------- | --- | --- | --- | ----------------- |
| 1963 | Easier Said Than Done                  | DE30 (4 Wo.)DE | UK41 (5 Wo.)UK | US1 (13 Wo.)US |                   |
| 1963 | A Walkin’ Miracle                      | — | — | US12 (10 Wo.)US | feat. Anita Humes |
| 1963 | She’s Got Everything A Walkin’ Miracle | — | — | US56 (5 Wo.)US | feat. Anita Humes |